# Sagna
Sagna is een Roemeense gemeente in het district Neamț.
Sagna telt 5039 inwoners. Ongeveer de helft van de bevolking is Rooms Katholiek in 2011. Dit duidt mogelijk op een Csángó achtergrond van de bevolking.